# Argema
Argema là một chi bướm đêm trong họ Saturniidae, hay còn gọi là "bướm mặt trăng".

## Các loài
- Argema besanti (Rebel, 1895)
- Argema fournieri (Darge, 1971)
- Argema kuhnei (Pinhey, 1969)
- Argema mimosae (Boisduval, 1847)
- Argema mittrei (Guerin-Meneville, 1846)

## Hình ảnh

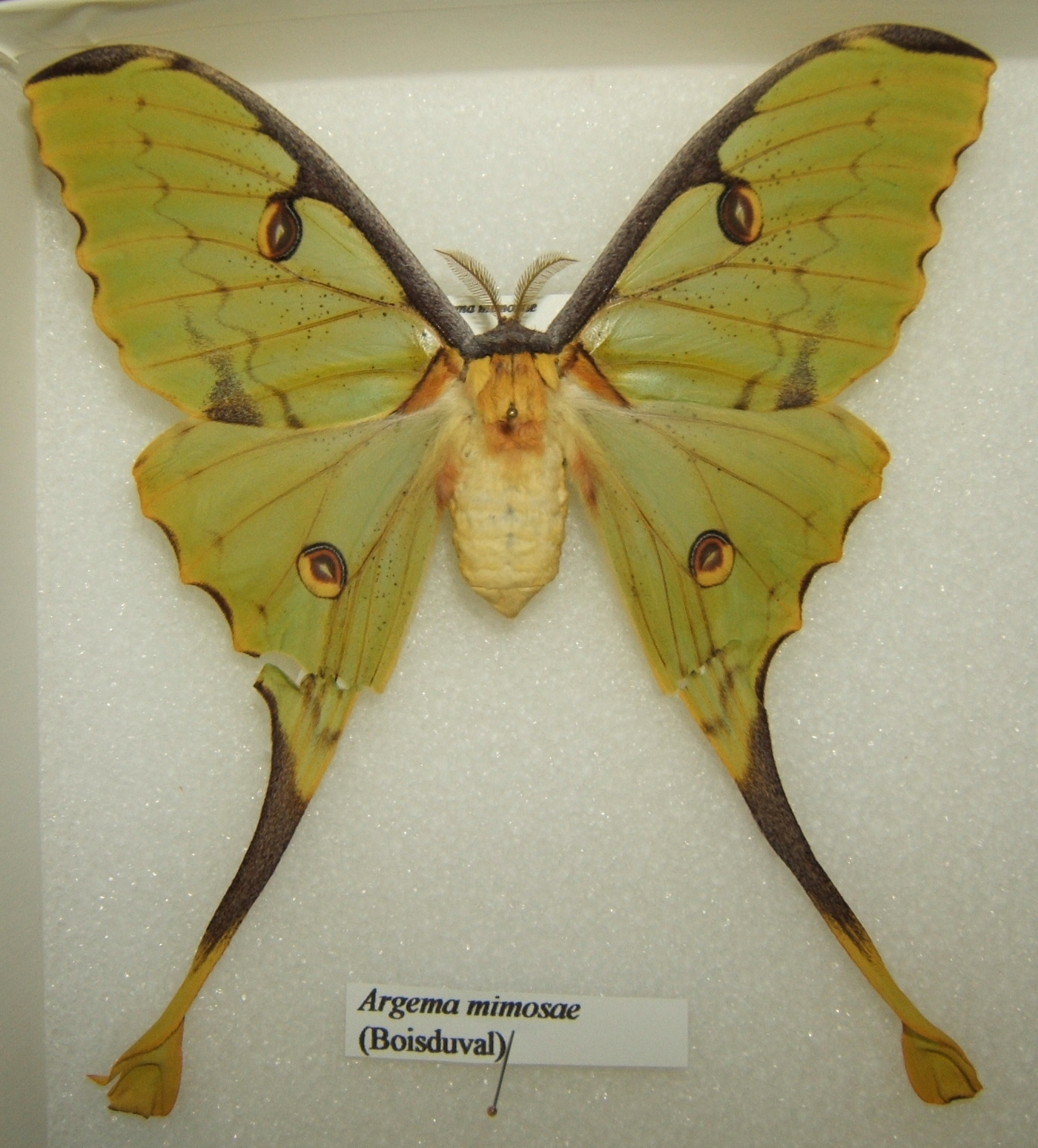
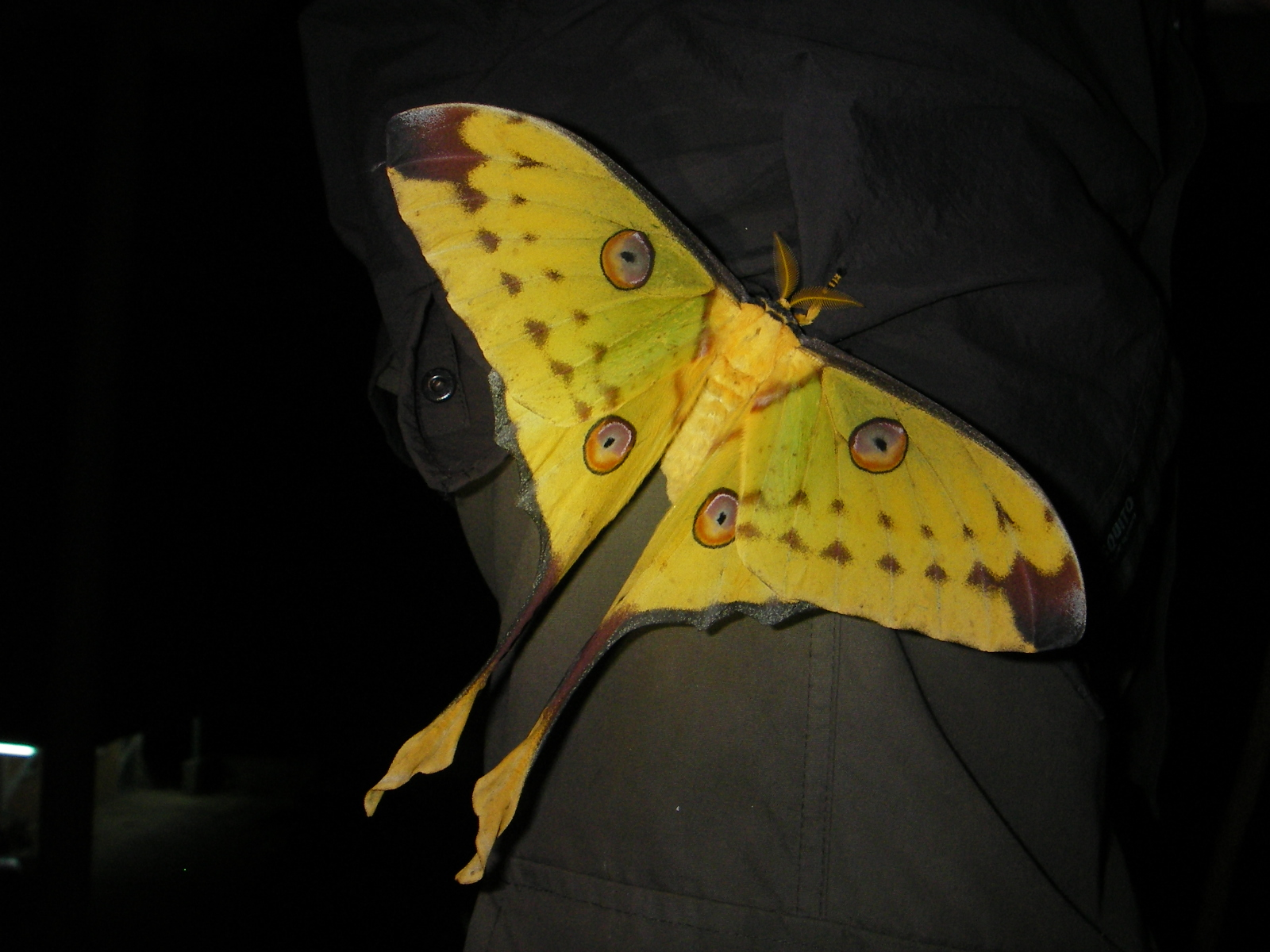